# 伊東雜音 (2007年出道)
伊東雜音（日语：伊東 雑音）是日本遊戲原畫家、人物設計師，於2007年加入十八禁遊戲製作公司UNiSONSHIFT，於2007年10月12日以《ALICE♥ぱれーど 〜二人のアリスと不思議の乙女たち〜》的人物設計正式出道。畫風與同公司的相似，自畫像也是自畫像的剪影。2008年於採訪中說明，伊東雜音現在「在故鄉的星球中的家庭菜園工作」。